# Ron van der Spoel
Ron van der Spoel (Middelharnis, 1968) is een predikant binnen de Protestantse Kerk in Nederland en voormalig politicus. Daarnaast is Van der Spoel bekend van de beweging Passie voor Preken. Hij heeft zijn eigen communicatiebureau, de Jethro Foundation, waarmee hij pastors en voorgangers in Afrika wil adviseren.

## Biografie
Van der Spoel studeerde theologie aan de Rijksuniversiteit Utrecht en begon zijn predikantschap in 1994 in Loenen aan de Vecht. In 1999 vertrok hij vandaar naar Harderwijk en van 2006 tot 2011 was hij predikant van Kruispunt, een missionaire gemeente in de wijk Vathorst in Amersfoort. Deze gemeente is een samenwerkingsverband van de Hervormde Adventsgemeente te Amersfoort, de Christelijke Gereformeerde Kerk van Amersfoort en de Nederlands Gereformeerde Kerk van Amersfoort Noord. 
In 2002 richtte Van der Spoel de organisatie Passie voor Preken op. Daarmee wil hij predikanten helpen om het evangelie op een duidelijke en krachtige manier over te brengen naar de toehoorder. Inmiddels zijn zo'n 1200 personen verbonden met de organisatie. Sinds februari 2008 is de organisatie ondergebracht aan de Evangelische Theologische Faculteit in het Belgische Leuven. Daar is hij aan verbonden als gastdocent.
In juli 2011 verliet hij het predikantschap in Vathorst om zich te richten op het trainen van pastors als adjunct-directeur Kerk en Theologie van Open Doors, een organisatie die kerken en christenen ondersteunt in landen waarin christenvervolging plaatsvindt. Hij deed al langer werk voor Open Doors. Vanaf januari 2013 heeft Van der Spoel een aanstelling van een dag in de week bij het Evangelisch Werkverband in de Protestantse Kerk. Voor die organisatie begeleidt hij predikanten en theologiestudenten. Per januari 2017 is de predikant twee dagen per week in Brussel te vinden waar hij namens Open Doors bij het Europees Parlement aandacht vraagt voor het onderwerp christenvervolging. Van der Spoel verhuisde eind 2018 naar Limburg, waar hij namens het Leger des Heils een inloopcentrum begon in Maastricht. Van der Spoel heeft onder andere gesproken op het Flevo Festival en de pinksterconferentie van Stichting Opwekking.
Bij de gemeenteraadsverkiezingen van 2014 werd Van der Spoel namens de ChristenUnie verkozen in de raad van Amersfoort. In 2017 stelde Van der Spoel zich verkiesbaar als lijstduwer op de 47e plek voor de Tweede Kamerverkiezingen dat jaar.

## Persoonlijk
Van der Spoel is getrouwd en heeft drie kinderen.
- Gemeinsame Normdatei: 114086078X
- International Standard Name Identifier: 0000 0003 9059 0560
- Virtual International Authority File: 7817150749025316420000